# Dunière
Die Dunière ist ein Fluss in Frankreich, der im Département Ardèche in der Region Auvergne-Rhône-Alpes verläuft. Sie entspringt an der Gemeindegrenze von Saint-Apollinaire-de-Rias und Saint-Jean-Chambre, nahe dem Weiler Cluac, Gemeinde Saint-Basile, entwässert generell Richtung Südost durch ein dünn besiedeltes Gebiet, immer am Grenzverlauf des Regionalen Naturparks Monts d’Ardèche, und mündet nach rund 24 Kilometern in Dunière-sur-Eyrieux als linker Nebenfluss in den Eyrieux. 

## Orte am Fluss
- Dounon, Gemeinde Saint-Apollinaire-de-Rias
- Dunière-sur-Eyrieux